# Dartmouth Time Sharing System
El Dartmouth Time-Sharing System o DTSS (Sistema de tiempo compartido de Dartmouth) fue el primer sistema de tiempo compartido de gran escala en ser implementado exitosamente. Su implementación comenzó en el Dartmouth College en 1963 por un equipo de estudiantes bajo la dirección de John Kemeny y Thomas Kurtz con el objetivo de proveer fácil acceso a las instalaciones de computación a todos los miembros de la universidad. Por 1964 el sistema estaba en uso y se mantuvo hasta finales de 1999. El DTSS fue originalmente implementado para correr en un computador de la serie GE-200 con un GE Datanet 30 como procesador de terminal que también manejaba la 235. Más adelante, el DTSS fue reimplementado en el GE 635, todavía usando el Datanet 30 para control de terminales. La versión del 635 proporcionó tiempo compartido interactivo para hasta casi 300 usuarios simultáneos en los años 1970, un número muy grande en ese entonces.
Debido a los objetivos educativos, la facilidad de uso era una prioridad en el diseño del DTSS.
El DTSS implementó el primer entorno de diseño integrado del mundo: un sistema basado en línea de comandos que implementaba los siguientes comandos.
- NEW — nombrar y comenzar a escribir un programa.
- OLD — recuperar un programa previamente nombrado.
- LIST — exhibir el programa actual.
- SAVE — guardar el programa actual.
- RUN — ejecutar el programa actual.

A menudo los usuarios creían que estos comandos eran parte del lenguaje Dartmouth BASIC pero de hecho eran parte del sistema de tiempo compartido y también fueron usados al preparar programas de ALGOL o FORTRAN vía los terminales del DTSS.
Cualquier línea mecanografiada por el usuario, y que comenzaba con un número de línea, era agregada al programa, reemplazando cualquier línea previamente almacenada con el mismo número; todo lo demás era compilado y ejecutado inmediatamente. Las líneas consistiendo solamente en un número de línea no eran almacenadas sino que removían cualquier línea previamente almacenada con el mismo número. Este método de editar proporcionó un servicio simple y fácil de usar que permitió una gran cantidad de teletipos como unidades de terminal para el Dartmouth Timesharing system.
A mediados de los años 1970, la naciente red incluyó a algunos usuarios en otras escuelas e instituciones alrededor de la costa este (incluyendo el Goddard College y la Academia Naval de los Estados Unidos), conectados con el ASR-33 Teletype y módems. El sistema permitía pasar, entre los usuarios, mensajes tipo correo electrónico y chat en tiempo real vía un precursor del programa Unix talk.
En el año 2000 fue emprendido un proyecto para recrear el sistema DTSS en un simulador y consecuentemente el DTSS ahora está disponible para los sistemas de Microsoft Windows y para el computador Apple Macintosh.